# Alan Price
Alan Price (Fatfield, Reino Unido, 19 de abril de 1941) es un teclista, cantante, compositor y actor británico.
Fue fundador del grupo The Alan Price Rhythm and Blues Combo en 1961, que tras la entrada de Eric Burdon en 1962 como cantante sería rebautizado como The Animals, banda de rhythm and blues eléctrico que alcanzaría gran fama durante los años 60.

## Los comienzos y The Animals
Músico autodidacta, a los diez años ya comenzó a tocar los teclados, la guitarra y el bajo eléctrico.
Forma en 1961 The Alan Price Rhythm and Blues Combo que desembocará en 1962 en el célebre grupo The Animals con Eric Burdon (voz), Hilton Valentine (guitarra eléctrica), Chas Chandler (bajo eléctrico) y John Steel (batería). La fama llegará al grupo gracias a la versión de la canción folk americana «The House of the Rising Sun» (tema con el que conseguirán ser el segundo grupo de la British Invasion en conseguir un número 1 en las listas de ventas de Estados Unidos). «I'm Crying» (escrita por Burdon y Price) y «Don’t Let Me Be Misunderstood» serán también grandes éxitos en las listas inglesas y americanas.

## Instrumentos
Su instrumento preferido será el piano eléctrico piano eléctrico Wurlitzer. Es de características similares a las del Fender Rhodes, pero con una mayor densidad de sonido cuando es escogido un sonido agresivo y un tono más campaneante cuando se pretende tocar a modo de piano eléctrico.
El estilo de Alan Price será muy original en la escena rock del momento, tendiendo siempre hacia un estilo un tanto jazzístico. Demostrará gran conocimiento del acompañamiento armónico manteniéndolo en un sutil segundo plano, pero sacando un sonido brillante, basado en arpegios, en los solos.

## Trayectoria en solitario
Por tensiones internas de la banda, el 5 de mayo de 1965 Price anuncia su marcha de The Animals.
Tras la separación y una pequeña crisis nerviosa, pasará algún tiempo acompañando a Bob Dylan durante su gira Don´t Look Back UK tour por el Reino Unido; así aparecerá inmortalizado junto al artista americano en el célebre documental de D. A. Pennebaker.
Ya en 1965 formará su nuevo grupo Alan Price Set con Clive Burrows y Steve Gregory (saxos), John Walters (trompeta), Pete Kirtley (guitarra eléctrica), Rod ‘Boots’ Slade (bajo eléctrico), y ‘Little’ Roy Mills (batería), grupo con un estilo mucho más influido por el jazz. Con esta formación Alan se estrenará como cantante y sacará dos discos destacables, The Price to Play en 1966 y A Price on his Head en 1967. Durante esta época Price cambiará de estilo al dejar el piano eléctrico y volver al piano acústico. Dos éxitos importantes que conseguirá con esta formación serán «Simon Smith and the Amazing Dancing Bear» y «The House that Jack Built», con los que alcanzará el número 4 en las listas de ventas del Reino Unido.
A finales de 1967 disolverá el grupo para emprender una carrera en solitario. Esta independencia le permitirá desarrollar un estilo más personal y al margen de las modas hippies del momento. Importante será la colaboración con el músico Georgie Fame, con el que grabará el disco Fame and Price, Price and Fame: Together!.
A partir de 1970 también realizará la música de los musicales Home y Brass Band Man y la de series de televisión como Fame Is The Spur, World’s End, y The Further Adventures of Lucky Jim.
Durante los años 1980 y los 90 seguirá componiendo y grabando discos como Liberty en [1989. En 1990 formará un grupo con Zoot Money y Bobby Tench llamado Alan Price and the Electric Blues Company, con el que sacará un disco en 1993 titulado A Gigster’s Life For Me.
En la primera década del siglo XXI Alan Price sigue teniendo una carrera activa, componiendo, grabando y realizando conciertos.

## Alan Price y el cine
Price tendrá una estrecha relación con el cine. Fue actor en películas como Alfie Darling, dirigida en 1975 por el realizador británico Ken Hughes, y escribió la banda sonora de varias películas, como Los perros de la plaga (1982) o The Whales of August (1985).
Este contacto con el cine fue propiciado por el director británico Lindsay Anderson. Resultado importante de esta relación es la banda sonora de O Lucky Man! (1973), película dirigida por Anderson cuya banda sonora es escrita por Price, que aparece al mismo tiempo interpretando la música en el filme (por esta película recibirá un premio BAFTA y una nominación al Oscar). En 1982 compondría la música para otro film de Anderson, Britannia Hospital.

## Discografía
| Álbum                                                                    | Año  | Sello discográfico                            |
| ------------------------------------------------------------------------ | ---- | --------------------------------------------- |
| The Price to play (Alan Price set)                                       | 1966 | Decca                                         |
| A Price on His Head (Alan Price Set)                                     | 1967 | Decca                                         |
| This Price Is Right                                                      | 1968 | Parrot                                        |
| The World of Alan Price                                                  | 1970 | Decca                                         |
| Fame and Price / Price and Fame / Together (Georgie Fame and Alan Price) | 1971 | CBS                                           |
| O Lucky Man!                                                             | 1973 | Warner Brothers                               |
| Savaloy Dip                                                              | 1974 | Reprise                                       |
| Between Today and Yesterday                                              | 1974 | Warner Brothers                               |
| Metropolitan Man                                                         | 1975 | Polydor                                       |
| Shouts Across The Street                                                 | 1976 | Polydor                                       |
| Alan Price                                                               | 1977 | Jet                                           |
| Two of a Kind (Alan Price and Rob Hoeke)                                 | 1977 | Polydor                                       |
| The Story of Alan Price                                                  | 1977 | Polydor (recopilatorio editado en Alemania)   |
| The World of Alan Price                                                  | 1977 | Decca (recopilatorio)                         |
| England My England                                                       | 1978 | Jet                                           |
| Lucky Day                                                                | 1979 | Jet (edición americana de England my England) |
| Focus On Alan Price                                                      | 1979 | Decca (recopilatorio)                         |
| Rising Sun                                                               | 1980 | Jet                                           |
| A Rock 'n Roll Night at The Royal Court Theatre                          | 1980 | Key Records                                   |
| Geordie Roots And Branches                                               | 1982 | MWM Records                                   |
| The Best of Alan Price                                                   | 1984 | Action Replay                                 |
| Newcastle United Souvenir Album                                          | 1984 | MWM Records                                   |
| Travellin' Man                                                           | 1986 | Trojan                                        |
| Unforgettable Alan Price (16 Golden Classics)                            | 1986 | Castle Communications                         |
| The Alan Price Collection                                                | 1986 | MFP Records (recopilatorio)                   |
| The Whales Of August                                                     | 1987 | Varese (banda sonora)                         |
| Liberty                                                                  | 1989 | Ariola                                        |
| Covers                                                                   | 1994 | AP Records                                    |
| A Gigster's Life For Me (The Electric Blues Company)                     | 1995 | Indigo                                        |
| Priceless                                                                | 1995 | Emporio                                       |
| Anthology                                                                | 1997 | Recall                                        |
| Based on A True Story                                                    | 2002 | AP Records                                    |

| Álbum                            | Año  | Sello discográfico |
| -------------------------------- | ---- | ------------------ |
| The Animals                      | 1964 | Columbia           |
| Newcastle-on-tyne, December 1963 | 1964 | Charly             |
| Animal Tracks                    | 1965 | Columbia           |
| The Animals On Tour              | 1965 | MGM                |